# إنقاذ الجندي بيريز
إنقاذ الجندي بيريز (بالإسبانية: Salvando al soldado Pérez،بالإنجليزية: Saving Private Perez) فيلم سينمائي كوميدي مكسيكي، من إخراج بيتو غوميز، وبطولة ميغيل رودارتي. عُرض في 2 سبتمبر، 2011. أنتج بميزاينة مايقارب 4,500,000 مليون دولار، وحصد 9,330,465 مليون دولار في شباك التذاكر.

## قصة الفيلم
يتبع الفيلم قصة قائد العصابات خوليان بيريز (ميغيل رودارتي)، يسافر إلى العراق لإنقاذ أخيه الأصغر خوان بيريز (خوان كارلوس فلوريس) الذي يخدم في الجيش الأمريكي أثناء حرب احتلال العراق. يُجهز خوليان فريقاً من أربعة أشخاص ويدخل للعراق عن طريق مهرب مخدرات روسي في تركيا.

## وصلات خارجية
- إنقاذ الجندي بيريز على موقع IMDb (الإنجليزية)
- إنقاذ الجندي بيريز على موقع ميتاكريتيك (الإنجليزية)
- إنقاذ الجندي بيريز على موقع روتن توميتوز (الإنجليزية)
- إنقاذ الجندي بيريز على موقع قاعدة بيانات الأفلام العربية
- إنقاذ الجندي بيريز على موقع ألو سيني (الفرنسية)
- إنقاذ الجندي بيريز على موقع Turner Classic Movies (الإنجليزية)
- إنقاذ الجندي بيريز على موقع أول موفي (الإنجليزية)
- إنقاذ الجندي بيريز على موقع بوكس أوفيس موجو (الإنجليزية)
- إنقاذ الجندي بيريز على موقع فيلمافينيتي (الإسبانية)
- إنقاذ الجندي بيريز على موقع قاعدة بيانات الفيلم (الإنجليزية)